# Fabricant de gunoi
Fabricant de gunoi este al doilea album solo al lui Cheloo, lansat la data de 20 martie 2006 , la casa de discuri Roton.
"Acest al doilea LP al lui Cheloo vine la scurt timp (3 luni) după lansarea de către Paraziții a lui Confort III (datat decembrie 2005). Dacă materialul trupei din care face parte a fost unul cu nenumarate lipsuri, Fabricant de gunoi e menit să restabilească acea imagine controversată pe care atât Paraziții cât și Cheloo și-au creat-o prin albumele anterioare. O dată cu Intro-ul sunt date în vileag și alte porecle sau pseudonime sub care se recomandă sau este cunoscut protagonistul: "Cheloo aka Văranu aka Patentu". Portretele acestor personalități multiple sunt zugrăvite pe Fabricant de gunoi, trasătura lor caracteristică fiind pusă în directa legătură cu relatarea unui scenariu morbid, în timp ce ritmul de tobă spartă acompaniat de trombon răzbate în boxe. Râmând în aceeași arie a tulburărilor de personalitate, alter ego-ul extremist al lui MC-ului se manifestă ca Exorcistu-n izmene, susținut fiind de Spike, un alt pacient scapat parcă de la Spiltalul nr. 9. Dincolo de aceste maști grotești, MC-ul se dezvăluie ca un ins obișnuit, ce pune în balanță ideea de a fi Fericit: "A mai rămas un pic de magie/ Și cine știe ?!/ Poate va-ncepe-ntr-un final să-mi rezulte și mie/ Visele mele se lovesc de ziua de mâine/ Dacă as orbi nu mi-ai intinde în morții tăi o bucată de pâine!".
Simțul critic al lui Cheloo il recomandă și de această dată ca același veșnic nemulțumit. Având la bază un sample vocal feminin și câteva acorduri de vioară, Cronica unei senilități premature, relatează situația personajului ratat, desprins parcă dintr-un roman al lui Irvine Welsh: "prea bolnav să muncească, prea fricos să fure, prea mândru sa ceară, mulțumit să îndure". Îi urmează Inutilități sau "Starea României vazută prin ochii lui Catalin Stefan Ion", ce se constituie într-o critică dură la adresa liderilor politici și a mentalității gloatei. Punctul maxim al ironiei este atins pe In zgomot de măsele supte ce parodiază mai multe hituri rap lansate peste ocean, prin traducerea aidomă a versurilor acestora.
Dacă până în prezent țintele persiflărilor lui Cheloo se constituiau într-un grup limitat ca număr: clasa politică din România, CNA-ul, muzica de proastă calitate, femeia ce acceptă să fie tratată ca obiect, individul ce nu face nimic care să-i schimbe situația, pe Fabricant de gunoi, mare parte din atacuri sunt îndreptate împotriva Bisericii și a dogmelor creștine. Nu mă număr printre cei care gustă astfel de deriziuni însa e dreptul și alegerea artistului de a se exprima după bunul plac. Atât piesa cât și clipul turnat la Operatiunea c*r pansat atacă persoana președintelui României ("Juma de țară umblă trasă sau beată/ Condusă d-un concitadin cu apucături de fată/ Băi rozetă decomandată, ai mintea congelată/ Opariți-ai p*la și p*ș*te-ai sticlă p*ș*tă"), precum și pe cea a Patriarhului Bisericii Ortodoxe ("Pupi în p*la arabii, e foarte trist/ În țară ta nu dau doi bani pe existența ta de onanist"), sfârșind mai apoi prin aluzii rasiste ("Ooo, tu neiubitor de ciori/ Vezi în morții tăi un viitor pavat cu flori"; "Te ajut eu, când nu te ajută nimeni, doar prieten să îmi pari/ Căci mă simt înconjurat de ciori albe și de cocalari"). Blasfemiile continuă pe piesa trioului complet Paraziții - Fără pic de regie - ocazie cu care "fabricantul de gunoi" își varsă ocarile asupra bisericii și a slujitorilor ei, în timp ce Ombladon lovește nesigur și la întamplare: "Printre hienele cu funcții înalte-n stat/ Am trimis bombe prin poștă cu mesajul "Sunteți de c*c*t"". Nici Contra cronometru - colaborarea cu mai vechile cunoștințe din rap-ul austriac, Texta, nu e lipsită de mărturisiri explicite la adresa religiilor și a practicanților lor.
Cu excepția exercițiului liric (o strofă de 26 versuri ce rimează în particula "ente") realizat alături de DJ Dox pe Ente, capitolul invitați s-ar traduce într-un fiasco. Pe de o parte Calamități literare cu Euphoric și Fu*k is the world cu Bishop s-au dovedit experimente nereușite. Neașteptata intervenție a lui Rimaru, ce își reglează conturile cu ascultătorii hiphop ce i-au criticat diversele colaborări pestrite, cade cum nu se cade mai prost pentru "MC-ul de la Gară", venit să dea Alarmă falsă. Pe final, colaborarea cu Killa Army în urma concertului susținut de Wu-Tang Killa Beez în februarie 2006 la București e una modestă - din anumite perspective conta mai mult ideea unui featuring cu grupul hip-hop din NYC, decât rezultatul în sine.
Ca o paralelă cu primul său solo "Sindromul Tourette" spectrul temelor abordate de această dată se dovedește mult mai amplu, cel poreclit Tenny-E atacând numeroase concepte considerate până acum rigide, redevenind astfel la imaginea de ins controversat. În plus numărul și natura invitaților s-a schimbat, abordarea propusă de această dată fiind una nouă, orientată ușor către export. În ceea ce privește producția muzicală, aceasta se dovedește destul de limitată ca originalitate, fiind asemănătoare ca și concept cu mai vechile realizări."

## Lista pieselor[5]
| Nr.             | Titlu                                                | Autor(i)        | Text                                 | Lungime |  |
| 1.              | „Intro”                                              | Cheloo          | Cheloo                               | 0:45    |  |
| 2.              | „Operațiunea c*r pansat”                             | Cheloo          | Cheloo                               | 3:26    |  |
| 3.              | „Fabricant de gunoi”                                 | Cheloo          | Cheloo                               | 2:39    |  |
| 4.              | „O rimă albă”                                        |                 | Cheloo                               | 0:26    |  |
| 5.              | „Fericit” (Feat. Guess Who)                          | Cheloo          | Cheloo și Guess Who                  | 3:08    |  |
| 6.              | „Cronica unei senilități premature”                  | Cheloo          | Cheloo                               | 2:58    |  |
| 7.              | „Inutilități”                                        | Cheloo          | Cheloo                               | 1:19    |  |
| 8.              | „Fu*k is the word” (Feat. Bishop)                    | Cheloo          | Cheloo și Bishop                     | 3:00    |  |
| 9.              | „Fără pic de regie” (Feat. Ombladon și Freakadadisk) | Cheloo          | Cheloo și Ombladon                   | 3:41    |  |
| 10.             | „Trepăduși”                                          |                 | Cheloo                               | 0:20    |  |
| 11.             | „Ente” (Feat. DJ Dox)                                | Cheloo          | Cheloo                               | 2:46    |  |
| 12.             | „Antisocial”                                         | Cheloo          | Cheloo                               | 2:14    |  |
| 13.             | „Exorcistu-n izmene” (Feat. Spike)                   | Cheloo          | Cheloo și Spike                      | 3:35    |  |
| 14.             | „Calamități literare” (Feat. Euphoric)               | Cheloo          | Cheloo, Gonza și Shadow              | 3:24    |  |
| 15.             | „Smoke flow Feat. Killa Army”                        | Cheloo          | Cheloo, Beretta 9 și Shogun Assasson | 3:55    |  |
| 16.             | „Contra cronometru” (Feat. Texta)                    | Cheloo          | Cheloo, Flip, Skero, Hukey și Laima  | 3:27    |  |
| 17.             | „Alarmă falsă” (Feat. Rimaru)                        | Cheloo          | Cheloo și Rimaru                     | 3:05    |  |
| Lungime totală: | Lungime totală:                                      | Lungime totală: | Lungime totală:                      | 44:08   |  |